# 윌리엄 김
윌리엄 김(영어: William Kim, 1972년 ~ )은 회계를 전공한 전문경영인이다. 구찌, 버버리, 등을 거쳐서 2012년 10월 올세인츠 CEO로 취임했다. 현재는 삼성전자 무선사업부 리테일 이커머스 총괄 부사장으로 GDC(Global Direct to Consumer)센터를 이끌고 있다.

## 학력
- 1994년 : 콜로라도대학교(University of Colorado) 회계학과 학사

## 경력
- 1994년 : Coopers & Lybrand - Senior Associate
- 2001년 : 구찌 그룹 Alexander McQueen WW - CFO
- 2003년 : 구찌 그룹 Luxury Timepieces - CFO
- 2004년 : 구찌 - Vice President & CFO
- 2005년 : Abercrombie & Fitch - Director of Stores
- 2005년 : 버버리 아시아 - Vice President (Korea, Taiwan, South East Asia, Asia Travel Retail & DFS)
- 2011년 : 버버리 디지털 커머스 - Senior Vice President
- 2011년 : 버버리 리테일 - Senior Vice President
- 2012년 : 올세인츠 리테일 - CEO
- 2023년 : 신세계 인터네셔날 공동대표이사

## 수상 내역
- 2015년 : 영국 드레이퍼스지 세계에서 영향력있는 패션인 100인[4]
- 2016년 : 영국 드레이퍼스지 세계에서 영향력있는 패션인 100인

## 인터뷰
- 2017년 : 매일경제 1월 20일 '[The Biz Times] 망할 뻔한 패션회사를 '디지털화'로 살린 한국인'[5]
- 2017년 : W Korea 4월호 '한계는 없다'[6]
- 2017년 : Esquire Korea 4월호 '올세인츠의 혁신을 이끈 남자'[7]
- 2017년 : Heren 4월호 '윌리엄 킴은 오늘도 힘차게 달린다'[8][9]
- 2017년 : 중앙일보 4월 22일 '[해외 CEO 인터뷰] 강남 아파트 4채 값 스톡옵션 포기 모험 … 디지털화로 법정관리 위기 회사 되살려'[10]
- 2017년 : FashionBiz 4월호 '윌리엄 킴 영국 올세인츠 회장'[11]

## 기타
- 2016년 : KBS 1TV 'KBS스페셜'<최고 기업의 성공전략 사람에 집중하라>편 출연[12][13][14]

## 참조
1. ↑  Ella Alexander. All Saints Recruits From Burberry FoldVOGUE UK. 2012년 10월 4일
2. ↑  Profile: William Kim, chief executive, All Saints[깨진 링크(과거 내용 찾기)]. RetailWeek. 2012년 9월 28일
3. ↑  100. William Kim, chief executive, AllSaints. Drapers. 2015년 12월 10일
4. ↑  100. William Kim, chief executive, AllSaints. Drapers. 2015년 12월 10일
5. ↑  이덕주. 망할 뻔한 패션회사를 '디지털화'로 살린 한국인. 매일경제. 2017년 1월 20일
6. ↑  이예진. 한계는 업다. W Korea. 2017년 4월 13일
7. ↑  고동휘. 올세인츠의 혁신을 이끈 남자 보관됨 2017-07-09 - 웨이백 머신. Esquire Korea. 2017년 4월
8. ↑  박정아. 오늘도 힘차게 달린다 1[깨진 링크(과거 내용 찾기)]. Heren Korea. 2017년 4월
9. ↑  박정아. 오늘도 힘차게 달린다 2[깨진 링크(과거 내용 찾기)]. Heren Korea. 2017년 4월
10. ↑  박현영. 강남 아파트 4채 값 스톡옵션 포기 모험 … 디지털화로 법정관리 위기 회사 되살려. 중앙일보. 2017년 4월 22일
11. ↑  민은선. 윌리엄 킴 영국 올세인츠 회장. FashionBiz. 2017년 4월 1일
12. ↑  방정훈. ‘KBS스페셜’ 혁신 기업 넥스트 점프·올세인츠, 성공 요인은 바로 ‘사람'. 아시아투데이. 2016년
 6월 16일
13. ↑  류수지. 올세인츠 CEO '윌리엄김' 디지털 경영 눈길. FashionBiz. 2016년 6월 20일
14. ↑  정윤희. 세계가 주목한 한국인 CEO의 성공 전략. 디지털타임스. 2016년 6월 15일